# Konstanz járás
Konstanz járás egy járás Baden-Württembergben. Konstanz járás Schwarzwald-Baar, Tuttlingen, Sigmaringen és Boden-tói járásokkal határos. Lakosainak száma 285 325 fő.

## Népesség
A járás népessége az elmúlt években az alábbi módon változott:

| 2014 | 270 568 |